# Двойная О (кириллица)
Ꚙ, ꚙ (двойная О) — буква расширенной кириллицы; вариант буквы О, встречающийся в некоторых ранних старославянских рукописях.

## Использование
Обычно использовалась вместо обычной О в словах, так или иначе связанных с числом «2», таких как двꚙе (двое), ꚙбо (оба), ꚙбанадесять и двꚙюнадесять (двенадцать). Впрочем, встречалась и в других словах, не подразумевающих «двойственности». Использовалась по крайней мере с XII по XVI века.